# فرانسیسکو کپدا (دوچرخه‌سوار)
فرانسیسکو کپدا (فرانسوی: Francisco Cepeda‎; ۸ مارس ۱۹۰۶ – ۱۴ ژوئیهٔ ۱۹۳۵) دوچرخه‌سوار اهل اسپانیا بود. وی در مسابقات تور دو فرانس شرکت کرده است.